# Eurochannel
Eurochannel – międzynarodowy kanał telewizyjny poświęcony europejskiej kulturze i stylowi życia. Oferowane filmy, seriale i pozostałe produkcje w całości skupiają się na kulturze europejskiej. Wszystkie proponowane programy emitowane są w oryginalnej wersji językowej z angielskimi, hiszpańskimi oraz portugalskimi napisami. Dla polskich widzów przygotowano także wersję z polskim lektorem.
Obecnie Eurochannel dostępny jest między innymi w Hispanoameryce, Francji, Korei Południowej, Brazylii, USA, Kanadzie, Angoli, Mozambiku, Portugalii oraz na Karaibach. Europejskie programy trafiają codziennie do ponad 25 milionów odbiorców z 11 milionów gospodarstw domowych w 25 krajach.
Na terenie Stanów Zjednoczonych Eurochannel dostępny jest w sieci DISH (kanał 9860) oraz poprzez aplikację dostępną w GooglePlay.
Polscy widzowie znają Eurochannel pod nazwą Kino Europa. W Polsce kanał Eurochannel zakończył nadawanie 31 października 2021 roku.

## Historia
Eurochannel powstał w 1994 roku w Brazylii. W roku 2000 kanał został nabyty przez, należący do grupy Canal+, Multithematiques Inc. oraz przedsiębiorstwo telekomunikacyjne Vivendi.
Cztery lata później kontrolę nad stacją przejął pracujący dotychczas na kierowniczym stanowisku w Noos (francuski operator telewizji kablowej), Gustavo Vainstein. Od roku 2004 kanał stale rozwija swoją ramówkę, powstał także cykl Podróży Filmów Krótkometrażowych promujący młodych europejskich reżyserów. 

## Dostępność satelitarna
| Platforma                       | Numer kanału |
| Dish Network (USA)              | 9860         |
| Meo (Portugalia)                | 217          |
| SKY México                      | 215          |
| Telesp (Brazylia)               | 450          |
| Cablevisión Digital (Argentyna) | 323          |
| Telefônica Chile                | 450          |
| Telefônica Colombia             | 450          |